# Somateria fischeri
El eider de anteojos (Somateria fischeri) es una especie de ave anseriforme de la familia Anatidae, se distribuye en el noroeste de América del Norte y el noreste de Asia. Su nomenclatura binominal conmemora al científico alemán Johann Fischer von Waldheim.

## Descripción
Son aves acuáticas de gran tamaño, miden entre 52 y 57 centímetros de largo. Los machos pesan entre 1500 y 1850 gramos, las hembras pueden pesar desde 1400 hasta 1850 gramos. Su envergadura oscila entre 80 y 95 cm. La especie es ligeramente más pequeña que el eider común (Somateria mollissima).
El macho es inconfundible con su cuerpo negro, el dorso blanco y la cabeza amarilla-verdosa que cuenta con dos grandes manchas oculares blancas. Las plumas del cuello son un poco más largas que el resto, dando la impresión de que tienen un cuello grueso. El pico es naranja, las fosas nasales están cubiertas por una visera de color verde claro con un borde blanco. 
Las patas son de color gris claro y las aletas de color amarillento. El iris es de color marrón rojizo.
Las hembras son sobre todo marrón, pero se puede distinguir de otros patos por su tamaño y forma. Son diferentes de otros eiders por los "anteojos" muy visibles.
Se alimenta principalmente de crustáceos y moluscos capturados por buceo. También se alimenta de insectos durante la época de cría.

## Distribución
Como otras aves del Ártico tiene un área de distribución claramente definida. Su área de nidificación se encuentra entre las desembocaduras de los ríos Kolyma y Indigirka de Siberia y a ambos lados del delta del río Yukon en Alaska. 
En la costa norte de Siberia se distribuye desde el estrecho de Bering hasta la desembocadura del río Lena. En la costa de Alaska su área de distribución incluye la zona costera entre Punta Barrow y la bahía de Bristol. Se adentran hasta 120 km tierra adentro.
La polinia de la isla San Lorenzo frente a las costas de Alaska es hogar de casi la totalidad de la población mundial de eider de anteojos durante seis meses al año.

## Reproducción

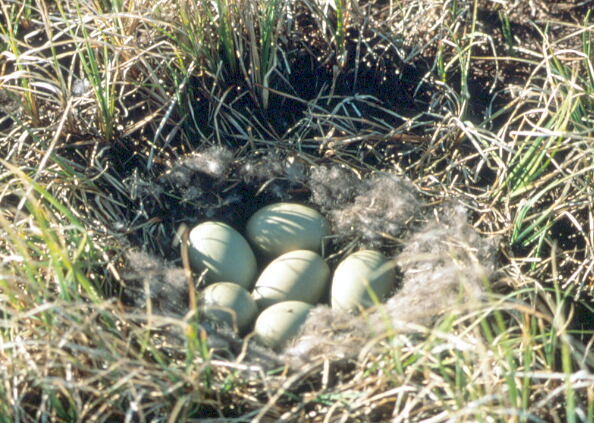
Nido de un eider de anteojos

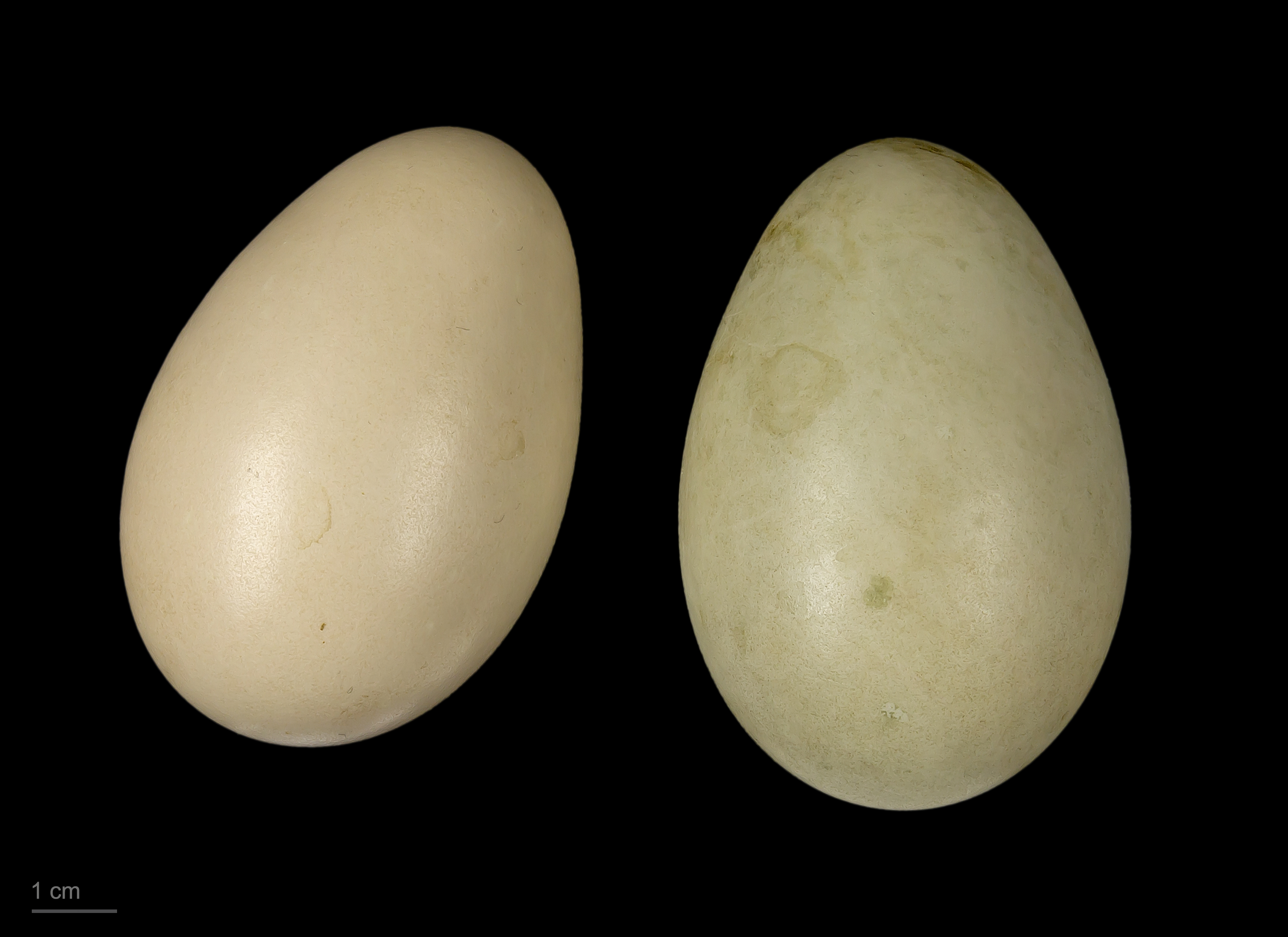
Somateria fischeri - MHNT

Sólo tiene un período muy corto para la reproducción después de deshielo. Suelen construir sus nidos cerca de un pequeño cuerpo de agua que sirve generalmente de única fuente de alimento.
En el nido —que se construye directamente sobre el suelo de la tundra— las hembras ponen de 5 a 9 huevos. Los huevos eclosionan después de 24 días. Los jóvenes son capaces de volar después de unos 50 días. Los machos tienden a dejar el nido en el momento del desove y migran hacia el mar de Bering.
Los nidos son a veces atacados por zorros, visones, págalos o gaviota. Cuando esto sucede la hembra puede realizar una puesta de reemplazo.